# Благовіщенський базар

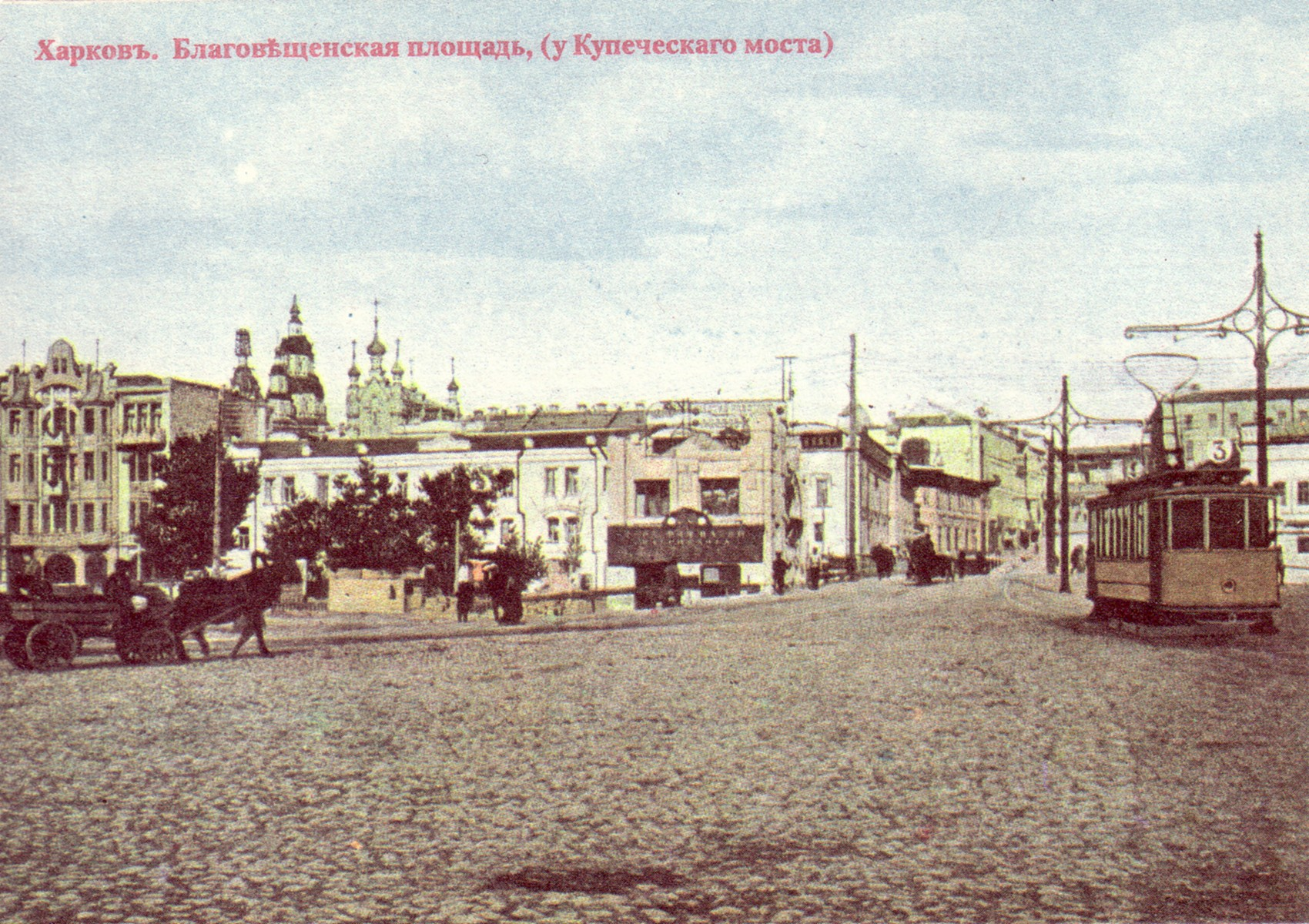
Благовіщенський майдан, 1909 рік.

Благовіщенський базар (неофіційна назва — Благбаз, в СРСР офіційно — Комунальний ринок, наразі офіційно — Центральний ринок) — центральний ринок і одночасно історичний район міста Харкова. Базар отримав назву у 1840 році за те, що стояв поруч з ярмарком старої Благовіщенської церкви, а в 1890-х роках — через новий кафедральний Благовіщенський собор.

## Кордони

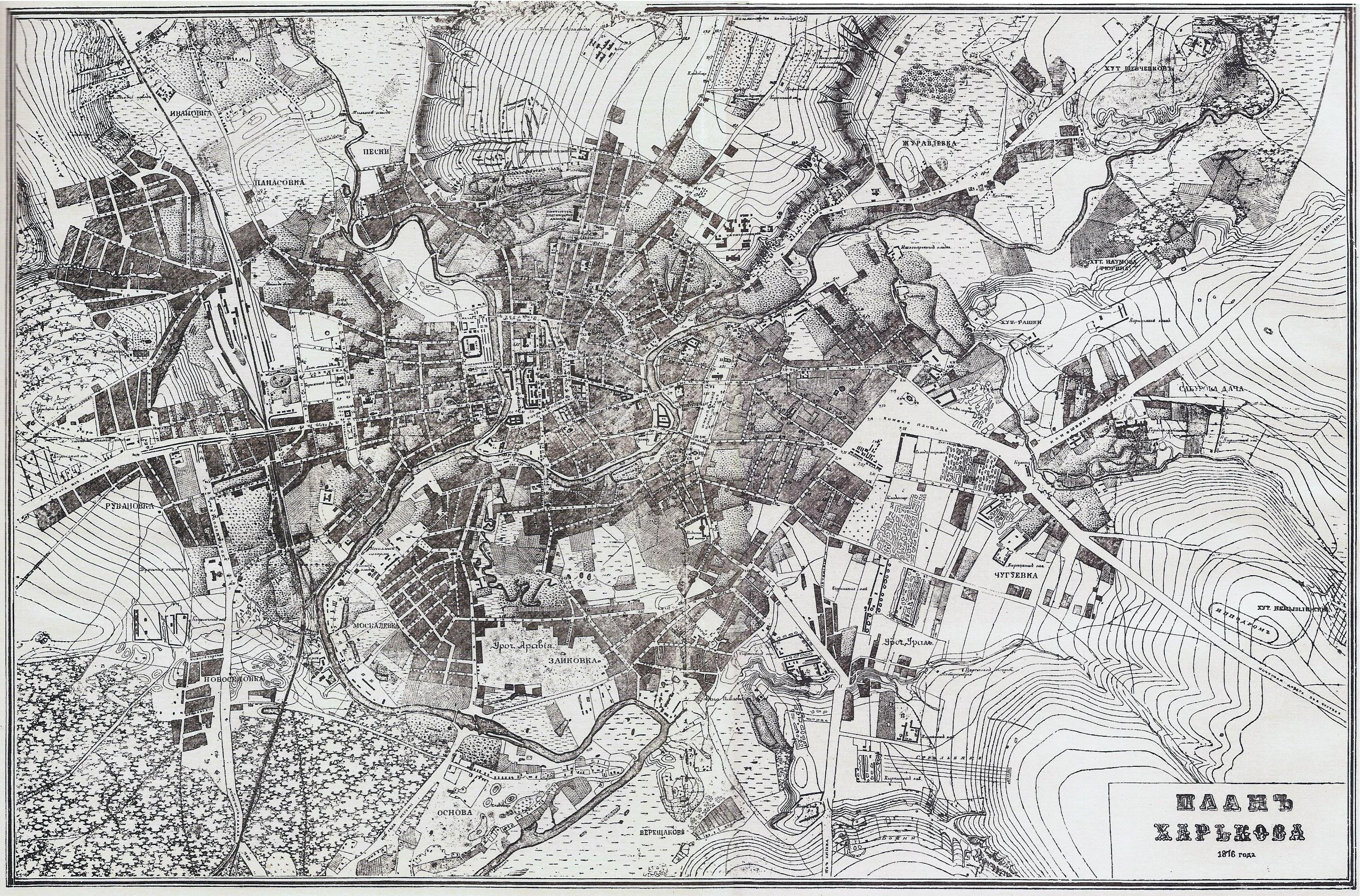
Мапа Харкова 1876 року

Район обмежений з північного сходу лівобережною Іванівською набережною річки Лопань, з півдня вулицею Коцарською і кафедральним Благовіщенським собором, із заходу — Панасівкою та Ленінським трамвайним депо (закритим у 2006 р.)
Включає в себе основну територію ринку, ринкову площу, торгові ряди XIX століття, Будинок торгівлі, приміську автостанцію та Іванівську набережну.

## Історія
До початку XIX століття нинішній Благовіщенський базар був обширним островом, утвореним двома рукавами Лопані, які розходилися біля нинішнього Бурсацького мосту і знову з'єднувалися в одне русло у Резниковському провулку на Панасівці.
У 1820-х роках, через обміління рукава Лопані з боку Панасівки, ця територія перетворилася на півострів. Місцевість назвали Дунінською левадою, за іменем господаря землі. Вона складалася з суцільних боліт, порослих очеретом, і тільки в саму суху пору року тут важко можна було дістатися до річки. У північній частині левади, у Рогатинського провулку, на лівому березі проходив північний оборонний вал Харкова, побудований на початку XVIII століття.
В 1834 році Дунінська левада була придбана містом, в 1834 році на Благовіщенський майдан перевели Сінний базар з Михайлівської площі, відданої для парадів: "15 червня 1833 року відбувся вирок Харківського товариства про переведення базару з тодішньої Михайлівської площі, перетвореної за найвищим повелінням в плац-парадне місце, на Благовіщенський майдан, придбану покупкою". А. Н. Гусєв, 1902
В 1840 році базар, що розташовувався навколо Благовіщенської церкви, у зв'язку з чим новий ринок отримав назву Благовіщенського, дещо «пересунули» у бік нинішньої Ринкової площі. У 1840 —1850-х роках на льоду Лопані навпроти базару щорічно відбувалися кулачні бої.

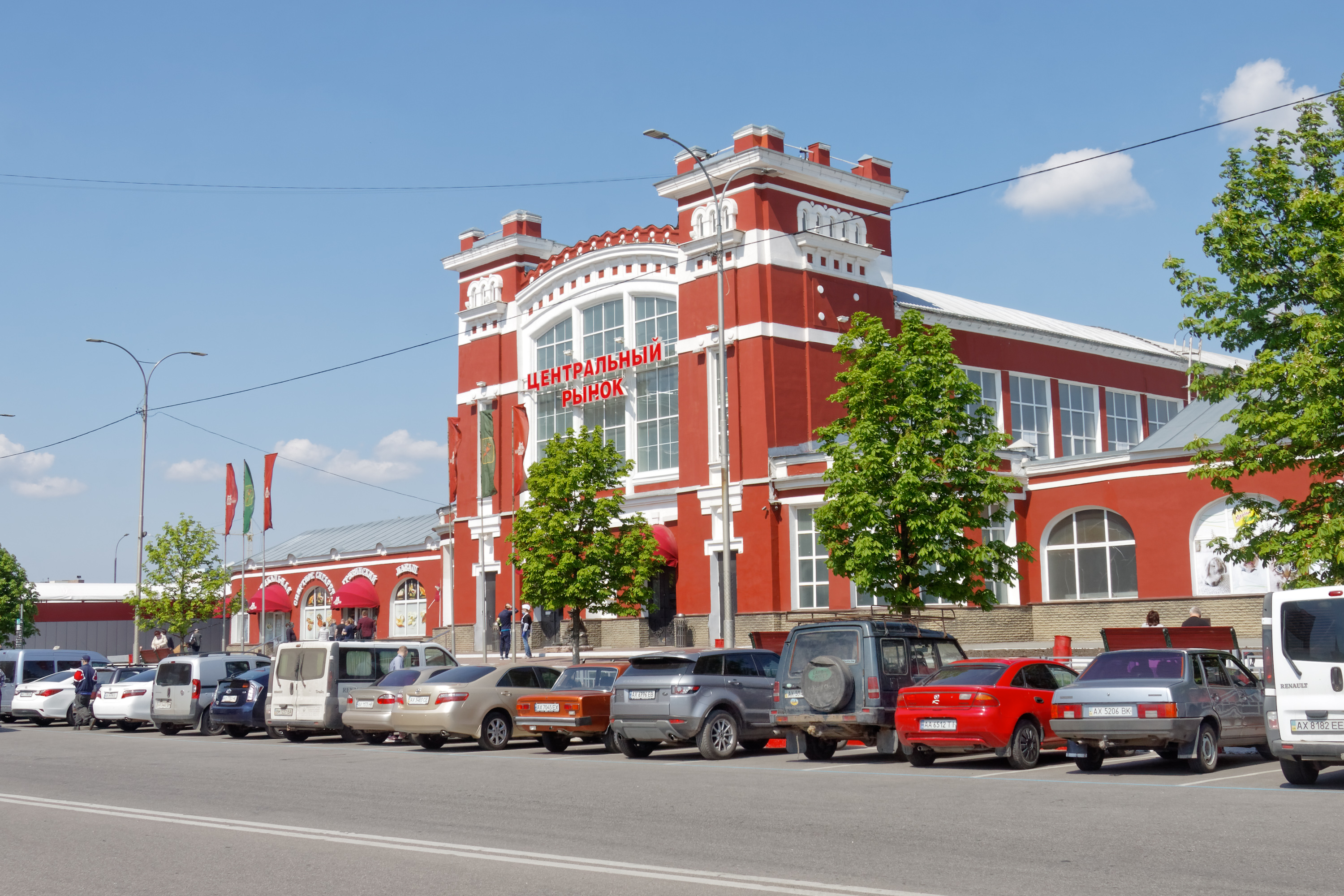
Будівля критого ринку

В 1860-1870-х роках пройшло перепланування базару, який став центральною торговою частиною міста. Тут проходили Покровська і Хрещенська ярмарки.
Наприкінці XIX століття базарну площу замостили бруківкою, в 1909 році по ній проклали трамвайну лінію. Влітку 1912 року в центрі базарної площі почалося будівництво критого ринку павільйонної системи, що закінчилося в 1914 році.

### Німецько-радянська війна
У роки Другої світової війни всі споруди ринку були повністю зруйновані. В 1941—1943 роках на базарній площі стояли німецькі шибениці і проводилися публічні страти агентів сталінського режиму та кримінальних злочинців. Потім те ж саме робили сталіністи, коли повернулися до Харкова. Розправу над українцями чинили більшовики на Благовіщенській ринковій площі, у присутності сорока тисяч людей, на тому самому місці. Жах від нелюдської помсти комуністів зберегли багато харків'ян.
| Про страту екіпажу душогубки, яка відбулася 19 грудня 1943 року, я дізнався зі спогадів мого батька. Хлопчиськом він провів всі роки окупації в Харкові, бачив багато страшного, але цю кару запам'ятав виключно добре. «На площі Благовіщенського базару народу була сила-силенна. Стояли чотири шибениці, але під натовпом нічого видно не було. Тоді я заліз на стовп, укріплений на двох рейках і притягнутий дротом. Засуджені стояли в кузові машини, борти були опущені, машина розташовувалася під шибеницею. Німці спокійно курили, а росіянин в чорній робі стояв окремо. Пілотки безглуздо стирчали у них з-під погон. Підійшли солдати, зв'язали німцям руки, росіянин впав червоноармійцям в ноги, але йому теж зв'язали руки і всіх розвели під петлі. Машина повільно поїхала, я дивився на крайнього німця, він перебирав ногами і повис, сіпнувся, я закрив очі, відкрив - він ще сіпається. Я відвів очі на натовп. Коли він повис, пролунав довгий ах ... ах ... ххх, і багато людей відсахнулись, деякі - повернулись і побігли ... » ... Грудень 1943 року. Зруйноване війною місто і його жителі, що пройшли через всі жахи окупації. І ось харків'яни, побачивши смерть людей, нехай навіть таких, як ці нацисти, «відсахнулися ... і побігли». Незважаючи ні на що, наші співгромадяни залишилися нормальними людськими істотами. - Юрій Зайончковський |
Наприкінці 1943 р. у Харкові відбувся процес над військовими злочинцями, які були страчені на Благовіщенському базару — там, де раніше німці страчували своїх жертв.
В 1952 році будівлю критого ринку було відновлено за проектом архітектора Мірошниченка. Поруч з автостанцією в 1966—1970 роках побудовано Будинок торгівлі.

## Пам'ятки
- Благовіщенський майдан
- Ринковий майдан
- Будівля торгових рядів (критий ринок), 1912–1914 роки
- Дім торгівлі
- Суздальські ряди
- Бурсацький міст
- Рогатинський міст

## Транспорт
- Є численні лінії маршрутних таксі.
- По території ринку проходять 3 трамвайних маршрута:

№ 7 — з Олексіївки до Новоселівки
№ 12 — з Південного вокзалу до парку Горького та Лісопарку
№ 20 — з Олексіївки до Південного вокзалу
- Поруч з ринком проходить траса тролейбусного маршруту № 11 — з Новою Баварії (проспект Дзюби) до майдану Конституції.
- У 1969 році під базарною площею почалося будівництво станції «Центральний ринок» Холодногірсько-Заводської лінії метро. Станція була відкрита 23 серпня 1975 року. Архітектурне вирішення станції виконано за проектом В. А. Співачука. Довжина платформи 114 м, станція облицьована уральським гранітом.

## Цікаві факти
- Специфічне харківське слово ракло, приблизно означає злодій, «дрібний злочинець з села» — зобов'язане своїм походженням Харкову і Благбазу. У XVIII столітті в Харкові була бурса, а її покровителем вважався св. Іраклій. Вічно голодні бурсаки після занять збігали з гори, де розташована бурса, прямо на Благовіщенський базар. Там вони здобули специфічну славу — і заодно отримали таке дивне для непосвячених збірне ім'я — ракли, стало пізніше прозивним.
- На початку XX століття, коли Харків був столицею Радянської України, до нього стікалися безпритульні з України та Росії. Тут А. С. Макаренко збирав своїх колоністів.

## Благовіщенський базар у літературі
- «У Харкові базар знаходився неподалік від великої церкви святого Благовіщення. Навколо церковної огорожі, як і у Китайгородської стіни в Москві, букіністи торгували книжками.» — Ігор Болгарин, Георгій Сіверський, Ад'ютант Його Високоповажності.
- «Они вышли с вокзала и, расспросив встречного красноармейца, вскоре добрались до Блакбазы. Рынок уже кончался. Свистели милиционеры, разгоняя торговок… Несколько барахольщиков налетели из подворотни. Ёжась от холода, Ванечка снял своё пальтишко. Барахольщики повертели его в руках, подбросили и предложили семьдесят пять копеек.»  — Валентин Катаєв, Растратчики, 1926.
- «Первым в городе проснулся знаменитый харьковский рынок — „Благбаз“. Один за другим открывались рундуки. Печальный, неумытый ходил я по Благовещенскому базару, пока в нос не ударил очень вкусный и острый запах. Он забивал запахи квашеной капусты, сельдерея, стынувшего в бочках и похожего на расплавленный сургуч густого томата. Словно охотничий пёс, почуявший перепёлку, раздувая ноздри, пошёл я на этот запах…Если кто-нибудь из вас ел прямо на базаре, стоя рядом с пылающей жаровней, из глиняной миски обязательно шершавой деревянной ложкой горячие, обжигающие рот, наперченные, залитые сметаной, пересыпанные колендрой, резаным луком, зубками чеснока, оранжевой паприкой, душистые от лаврового листа и петрушки, засыпанные мелко натертым сыром, приготовленные из рубленого коровьего желудка свежие и пахучие флячки, или по-русски рубцы, тот поймет, как трудно было удержаться, чтобы не сломать голову последнему моему рублю!» — Володимир Бєляєв, Старая крепость, 1959. (рос.)
- «На кровати синее одеяло, купленное мной в Харькове на Благовещенском базаре, в голодный год. Баба торговала пирогами. Они укрыты были одеялом. Они, остывающие, ещё не испустившие жара жизни, почти что лопотали под одеялом, возились, как щенки.» — Юрій Олеша, Зависть, 1927. (рос.)
- «Без него я просто пропал бы на харьковской Сухарёвке.» — Веніамин Каверін, Освещённые окна, 1975. (рос.)